# Белжиці (гміна)
Гміна Белжице (пол. Gmina Bełżyce) — місько-сільська гміна у східній Польщі. Належить до Люблінського повіту Люблінського воєводства.
Станом на 31 грудня 2011 у гміні проживало 13588 осіб.

## Площа
Згідно з даними за 2007 рік площа гміни становила 133.85 км², у тому числі:
- орні землі: 85.00%
- ліси: 9.00%

Таким чином, площа гміни становить 7.97% площі повіту.

## Населення
Станом на 31 грудня 2011:
| Опис     | Загалом | Загалом | Чоловіки | Чоловіки | Жінки | Жінки |
| -------- | ------- | ------- | -------- | -------- | ----- | ----- |
| одиниця  | осіб    | %       | осіб     | %        | осіб  | %     |
| все      | 13588   | 100     | 6613     | 48.67    | 6975  | 51.33 |
| міське   | 6878    | 100     | 3327     | 48.37    | 3551  | 51.63 |
| сільське | 6710    | 100     | 3286     | 48.97    | 3424  | 51.03 |

## Сусідні гміни
Гміна Белжице межує з такими гмінами: Божехув, Ходель, Конопниця, Неджвиця-Дужа, Понятова, Войцехув.